# ヨコヅナイワシ
ヨコヅナイワシ (Narcetes shonanmaruae) は、条鰭綱ニギス目セキトリイワシ科クログチイワシ属に分類される魚類。

## 分布
駿河湾のみで確認されていたが、2020年11-12月および2021年10月の調査によって駿河湾より南方の西七島海嶺の正徳海山、元禄海山南方、安永海山（水深2000メートル前後）の広範な海域でも生息が確認された。

## 形態
全長122センチメートルから253センチメートル。体重14.8キログラムから24.9キログラム、36.5キログラムの例がある。水深2000メートル以上の深海に生息する全長2メートル超の硬骨魚類7種のうち、深海固有種はヨコヅナイワシとムネダラのみであったが、ヨコヅナイワシはムネダラの最大記録を上回ったため、深海固有種として世界最大の硬骨魚類であることが明らかになった。
セキトリイワシ科は Alepocephalus agassizii（オランダ語）や Alepocephalus bairdii（オランダ語） を除けば体長100センチメートルに達する種はなく、主に体長30センチメートルから40センチメートルの種で構成される。名前のヨコヅナは大相撲の番付の最高位（横綱）のことで、既知のセキトリイワシ類の中でも最大種であることに由来する。腹椎骨の数は30未満。
背鰭条数は、15未満。尻鰭の前端は、背鰭よりも後方に位置する。鱗が非常に剥がれやすい。

## 分類
2016年2月と11月に駿河湾で行われた底延縄による深海調査により、2体ずつ計4体の既知のセキトリイワシ科の構成種とは異なるセキトリイワシ類が捕獲された。種小名 shonanmaruae は、本種を採取した神奈川県立海洋科学高等学校の漁業実習船湘南丸へ献名された。外部形態の比較やX線による内部形態の解析・ミトコンドリアDNAの16S rRNAとCOI遺伝子の分子系統解析から、2021年1月にクログチイワシ属の新種として記載された。

## 生態
水深2171–2179メートルと2551メートルで延縄による捕獲例が、2572メートルで延縄による捕獲例および生体の撮影例がある。
胃の内容物調査では魚類の耳石が検出されており、ミトコンドリアDNA COI遺伝子の分子系統解析からアシロ科のBassozetus属の耳石である可能性がある。グルタミン酸とフェニルアラニンの窒素安定同位体比を用いた栄養段階の解析から、駿河湾の深海に生息する他種と比較してTPが4.9と高い数値を示したことから駿河湾深海部における上位捕食者である可能性が示唆されている。雄は2021年時点でまだ捕獲されていないため何も分かっていない。

## 標本
原記載で用いられたタイプ標本4個体（それぞれ海洋研究開発機構、神奈川県立生命の星・地球博物館、国立科学博物館、千葉県立中央博物館所蔵）のほか、2018年に5体目（東海大学海洋科学博物館）、2021年に6体目（駿河湾深海生物館）が採集され液浸標本になっている。2022年9月に7例目（サンシャイン水族館）が得られ、冷凍保冷によってより生体に近い標本が作製されている。
焼津沖の深海で得た7体目はサンシャイン水族館が冷凍標本を2023年1月に「ゾクゾク深海生物2023」で公開。東海大学海洋科学博物館は5体目の液浸標本を所有し2021年に特別展示した。

## ギャラリー
- 頭部（パラタイプ標本・海洋研究開発機構所蔵）
- 冷凍標本（サンシャイン水族館所蔵）
- 既知のセキトリイワシ科の標本画（19世紀）。
Alepocephalus agassizii
- Alepocephalus bairdii